# إيفو ويرنر
إيفو ويرنر مواليد 19 أغسطس 1960 في تشيكوسلوفاكيا، هو لاعب كرة مضرب ألماني سابق وكان يلعب باليد اليمنى. أعلى تصنيف له في الفردي كان المركز الـ 175 في سنة 1987. أعلى تصنيف له في الزوجي كان المركز الـ 139 في سنة 1988.

## روابط خارجية
- إيفو ويرنر على موقع رابطة محترفي التنس (الإنجليزية)
- إيفو ويرنر على موقع الاتحاد الدولي لكرة المضرب (الإنجليزية)
- إيفو ويرنر على موقع خلاصة التنس.كوم (الإنجليزية)